# Indicatifs régionaux 787 et 939
Les indicatifs régionaux 787 et 939 sont les indicatifs téléphoniques régionaux de Porto Rico.
Les indicatifs régionaux 787 et 939 font partie du plan de numérotation nord-américain.

## Historique
L'indicatif 787 a été créé par la scission de l'indicatif régional 809, le 1er mars 1996.
Jusqu'en 1995, plusieurs des îles des Caraïbes et de l'Atlantique, incluant Porto Rico, ont partagé l'indicatif régional 809 à l'intérieur du plan de numérotation nord-américain. 
Entre 1995 et 1999, chacune de ces îles a reçu son propre indicatif. Porto Rico a reçu l'indicatif 787 (mnémonique PUR ou PTR) le 1er mars 1996.
Pour pallier l'épuisement des numéros de téléphone dans l'indicatif 787, l'indicatif 939 a été créé par chevauchement sur l'indicatif 787 en septembre 2001. Ce nouvel indicatif est surtout utilisé pour les téléphones mobiles.
À cause de l'introduction du second indicatif par chevauchement plutôt que par scission, la composition à 10 chiffres a dû être introduite en septembre 2001 à Porto Rico.